# Rue Ordener
La rue Ordener est une voie du 18e arrondissement de Paris, en France.

## Situation et accès
La rue Ordener se trouve dans le quartier des Grandes-Carrières du 18e arrondissement de Paris. Longue de plus de deux kilomètres, cette voie traverse pratiquement tout le 18e arrondissement d’est en ouest, en longeant par la face nord le pied de la butte Montmartre. La mairie de l’arrondissement est située dans cette rue, au niveau de la place Jules-Joffrin et face à l’église Notre-Dame de Clignancourt. Le quartier est desservi par la ligne 12 aux stations Jules Joffrin, Marcadet Poissonniers, Marx Dormoy.

## Origine du nom

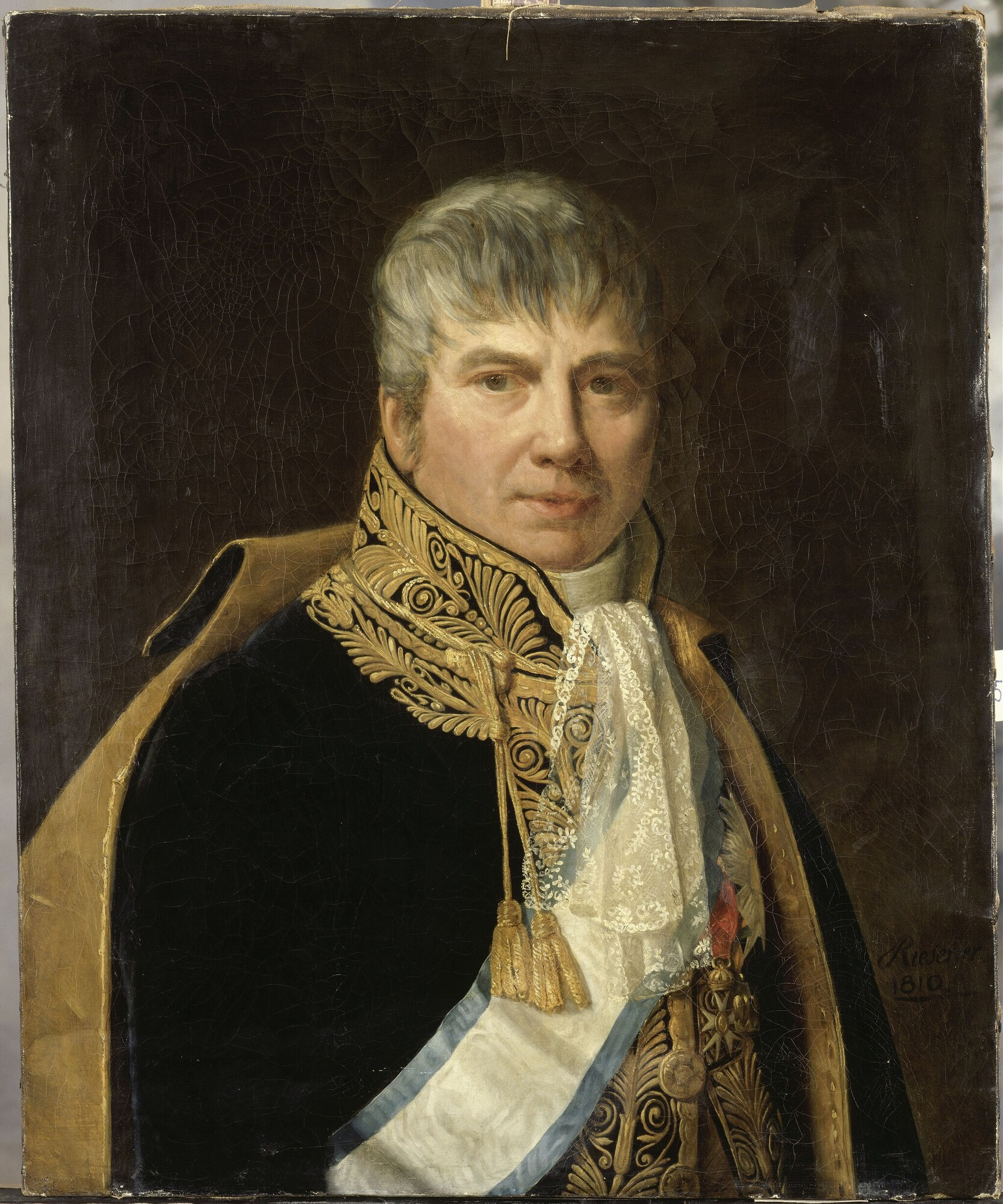
Michel Ordener.

Elle porte le nom de Michel Ordener (1755-1811), général français de la Révolution et de l’Empire.

## Historique
Cette voie, de l'ancienne commune de Montmartre était initialement une partie : 
- de la rue Marcadet entre les rues de la Chapelle et Stephenson ;
- du « chemin dit de la Croix-Moreau », qui deviendra la « rue des Portes-Blanches », entre les rues de Clignancourt et du Poteau ;
- de la rue des Cloÿs entre les rues Damrémont et Championnet.

Rattachée à la voirie de Paris en 1863, elle est prolongée entre les rues Stephenson et de Clignancourt et elle prend son nom actuel le 2 mars 1867.
Les ateliers de l'artificier Ruggieri, no 164, rue Ordener, au centre d'un terrain vague, explosent le 19 février 1882.
Le 3 mai 1884 fut posée la première pierre de l'église Notre-Dame de Clignancourt, en face de ce qui deviendra la mairie du 18e arrondissement.

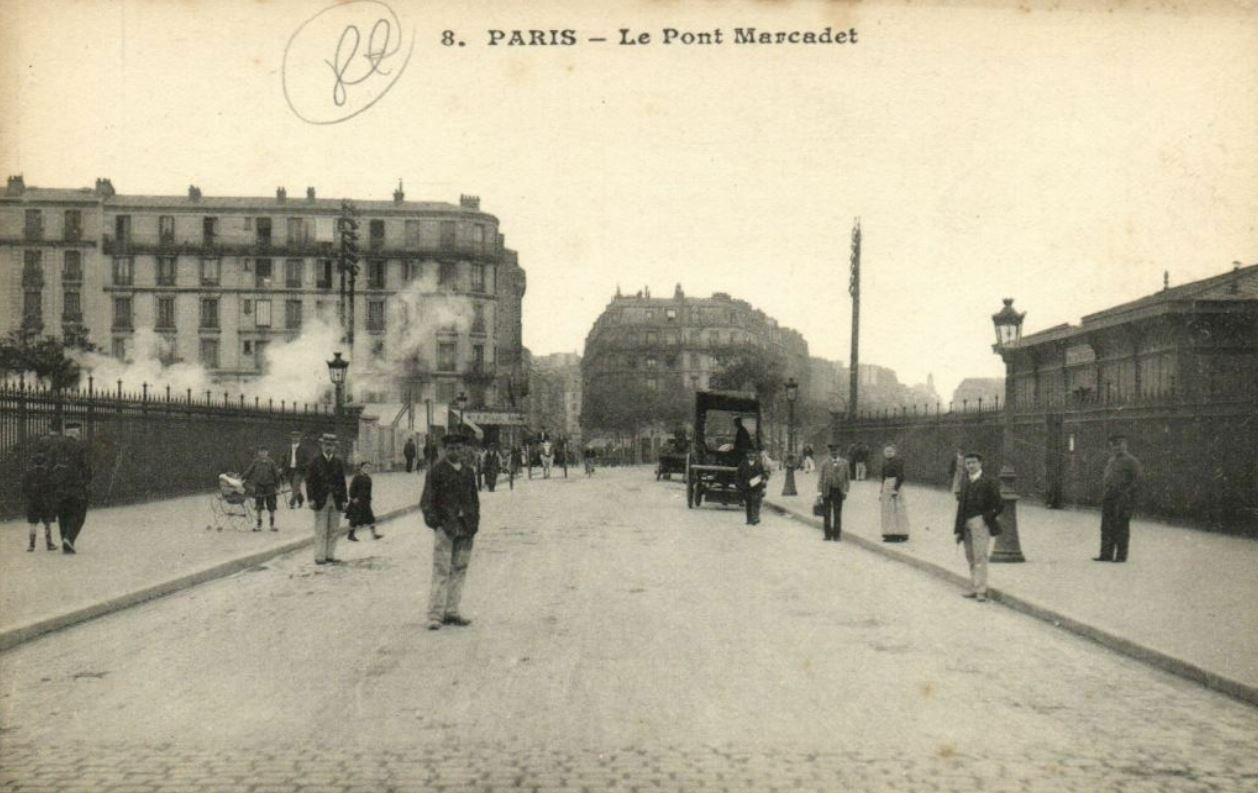
Le pont Marcadet vers 1910.

Le 21 décembre 1911, à 9 h, devant le no 148, Bonnot et sa bande se présentent à la Société générale pour ce qui va être le premier braquage utilisant une voiture (une Delaunay-Belleville verte et noire de 12 CV, modèle 1910).
Lors de l'élargissement du faisceau ferroviaire de la gare du Nord, les immeubles du début de la rue (entre les nos 14 et 20, côté nord, et entre les nos 17 et 19, côté sud) ont été détruits,. Le pont Marcadet est alors prolongé à l'est, ce qui explique pourquoi le grillage est plus moderne à cet endroit. À cette occasion, les derniers vestiges de la gare de Pont-Marcadet sont détruits.

## Bâtiments remarquables et lieux de mémoire
- Tsugouharu Foujita habita dans un petit hôtel de la rue Ordener[10] lorsqu'il arriva à Paris.
- No 2 : jusqu'au carrefour du no 1, rue de la Chapelle, emplacement d'une grande propriété acquise le 8 mai 1771 par Jean-Louis De Bucourt, huissier à cheval, où il mourut en 1801. Son fils, le peintre Philibert-Louis Debucourt (né en 1755), y habita avec sa seconde épouse de 1803 à 1823[11].
- No 28 : Carlo Marangio, artiste peintre italien, y vécut jusqu'en 2006.
- No 60 : l'avocate Hélène Miropolsky (1886-1976) y a vécu[12].
- No 100 : Nicolas Sarkozy y demeura dans son enfance[13].
- No 189 : en 1924, la société « Montmartre aux artistes » se constitue sous la présidence du sculpteur Louis Le Jeune. En 1925, un conseiller municipal propose d’attribuer à cette société des terrains situés aux nos 187-193 de la rue pour y construire logements et ateliers[14]. Ainsi naît à cette adresse la cité Montmartre-aux-artistes, la plus grande cité d'artistes d'Europe, construite entre 1929 et 1936 par l'architecte Adolphe Thiers[15]. Le 25 septembre 1934, la cité se réveille en état de siège. Les résidents protestent contre le projet d'expulsion et de vente des meubles d’un artiste chômeur n’ayant pas payé son loyer. Une barricade est dressée devant l’entrée[16],[17]. Parmi les artistes ayant vécu dans la cité, on compte Aline Gagnaire, Guillemette Morand, Annette Charlot, Jean-Louis Viard et bien d'autres[18].

- L'art urbain est présent dans cette rue.

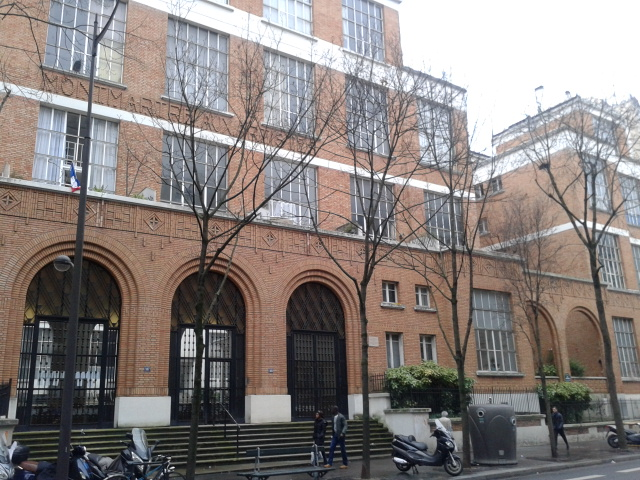
No 189, cité Montmartre-aux-artistes.
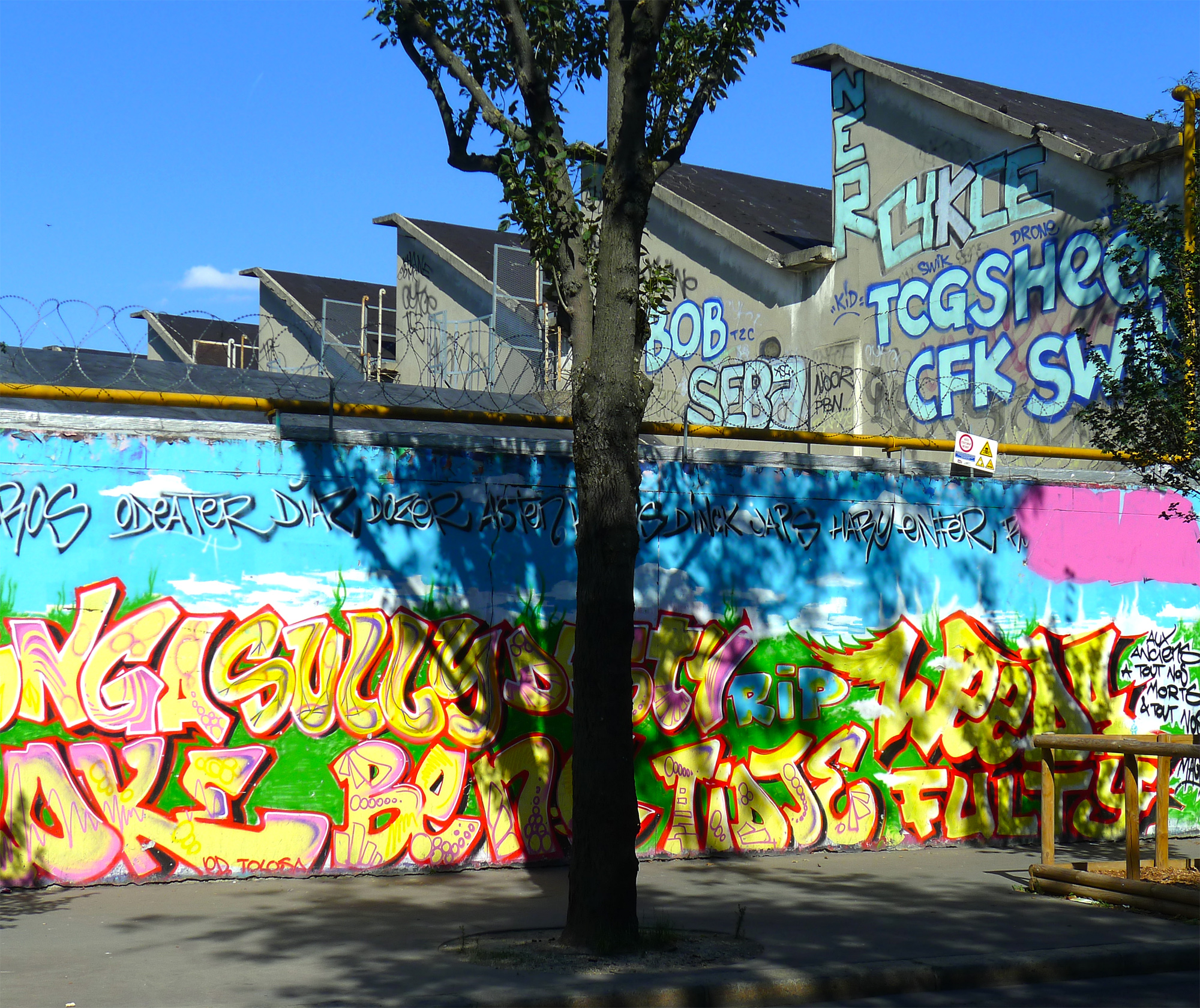
Street art dans la rue Ordener au niveau de la place Louis-Baillot en 2015.

## La rue Ordener dans la culture

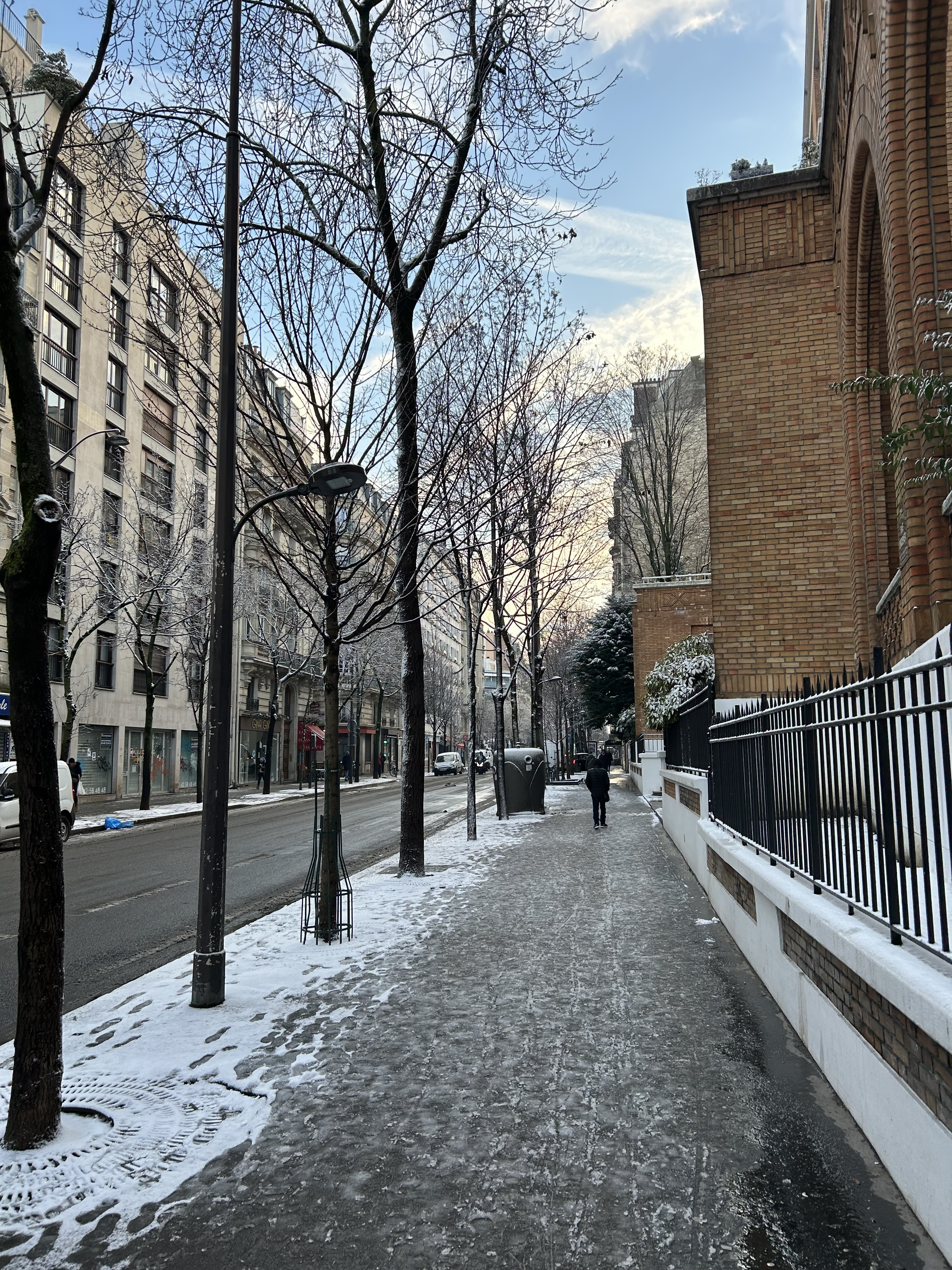
La rue sous la neige.

- (en) Sarah Kofman, Rue Ordener, rue Labat, University of Nebraska Press, 1996  (ISBN 978-0803277809).
- La rue Ordener est citée par le groupe de rap Svinkels dans sa chanson Série Noire :

« Arrivés à Marx Do où la lumière glauque d'un réverbère,

D'vant l'McDo' s'réverbère dans une flaque d'eau et d'poussière,

Où une p'tite souris termine le burger d'hier,

Non, arrête, y'a notre sauveur qu'est ouvert rue Ordener. »